# IC 4812
IC 4812 bezeichnet einen Reflexionsnebel und einen Doppelstern im Sternbild Südliche Krone. Das Objekt wurde am 4. August 1899 von DeLisle Stewart entdeckt.